# Théodose Le Barbier de Tinan
Pour les autres membres de la famille, voir Le Barbier de Tinan.
Jean Jacques Théodose Le Barbier de Tinan ou Barbier de Tinan, né à Strasbourg le 11 janvier 1738, mort dans la même ville le 18 juin 1791, administrateur militaire, est fondateur et président de la société pour la constitution, président du directoire de Strasbourg, partisan et acteur de la Révolution.
Sous l'Ancien Régime, Théodose Le Barbier de Tinan est Commissaire des guerres. Il emploie son temps libre à des travaux scientifiques. Il traduit et commente les travaux de Volta, de Toaldo et de Benjamin Franklin. Il développe ses idées sur les paratonnerres et en préconise l'utilisation à Strasbourg.
Lors de la Révolution, Barbier de Tinan est le fondateur et le président de la Société de la Révolution puis de la Société des Amis de la Constitution à Strasbourg, puis président de la Société de correspondance nationale de Strasbourg. Il devient président du directoire du district de Strasbourg, où il est un des principaux acteurs de la Révolution.

## Biographie
Jean Jacques Théodose Barbier de Tinan, usuellement appelé Théodose Barbier de Tinan, puis le Barbier de Tinan, né à Strasbourg le 11 janvier 1738, est le fils de Jean-Baptiste François Barbier, receveur des finances d'Alsace (provinciae Alsatiae quaestor), et de Françoise Élisabeth Grau. Il est le neveu du préteur royal baron d'Autigny, dont l'hôtel réunit toutes les semaines les savants strasbourgeois, et de Jacques Barbier, prêtre, chanoine de Saint-Pierre-le-Vieux.

### Commissaire des guerres, traducteur
Théodose Le Barbier de Tinan (ou Le Barbier, ou Barbier de Tinan) devient commissaire des guerres à Strasbourg,.
Il utilise son temps libre pour étudier et traduire divers travaux scientifiques, il traduit ainsi des lettres de Volta en 1778, puis en 1779 les Mémoires de Joseph Toaldo sur les conducteurs de la foudre.

### Le paratonnerre

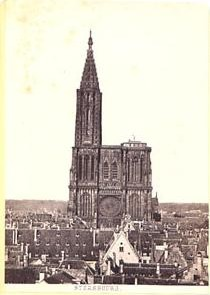
La cathédrale de Strasbourg.

Barbier de Tinan ajoute des remarques à la suite de sa traduction de l'ouvrage de Toaldo. Il y développe ses propres idées, en se basant sur l'opinion et les expériences de Benjamin Franklin.
Ces travaux sur les paratonnerres l'amènent à penser à les appliquer à la cathédrale de Strasbourg. L'année suivante, en 1780, il publie un Mémoire sur la manière d'armer d'un conducteur la cathédrale de Strasbourg, qu'il adresse à l'Académie royale des sciences. Ce projet d'établissement d'un paratonnerre sur la flèche de la cathédrale de Strasbourg intervient à une époque où elle est encore l'édifice le plus haut du monde. Le savant Benjamin Franklin et Jean-Baptiste Le Roy sont chargés de faire un rapport sur le mémoire de Barbier de Tinan. Dans sa séance du 12 mai 1780, l'Académie accepte le projet de Le Barbier et émet le vœu que son projet soit exécuté. Mais ce vœu ne sera réalisé qu'en 1835.
Il est par ailleurs un disciple et une victime de l'aventurier Cagliostro. Lorsque celui-ci est soupçonné d'escroquerie et emprisonné à la Bastille, Barbier de Tinan l'admire moins, mais il continue à être un de ses plus fidèles soutiens, et lui manifeste publiquement son « attachement respectueux »,.

### Partisan de la Révolution
Barbier de Tinan est, le 15 janvier 1790, « à la tête » des fondateurs de la Société de la Révolution,. Il prononce alors un discours où il exalte « l'heureuse Révolution qui, en rendant à l'homme la liberté et ses droits, vient de poser les fondements du bonheur d'un grand peuple ». Le même jour, Barbier de Tinan en est élu président par acclamations. Le 13 février, la société prend le nom de Société des amis de la constitution. Elle s'affilie à la société parisienne du même nom, se prononce pour l'émancipation des Juifs, adopte un nouveau serment (« Je jure d'être fidèle à la nation, à la loi et au Roi, et de maintenir de tout mon pouvoir la Constitution... »). Au texte de ce serment, Barbier de Tinan fait ajouter les mots « Vivre libre ou mourir ». Le 13 mars 1790, Barbier de Tinan donne sa démission de la présidence pour raisons de santé. Son successeur, M. Brunck, fait l'éloge de sa présidence, et de sa sagesse qui a modéré les assemblées.
Il organise la grande Fête de la Fédération à Strasbourg, dans la plaine des Bouchers. Comme secrétaire de la Société de correspondance nationale de Strasbourg, Le Barbier fait appel, le 31 mars 1790, aux gardes nationales des Trois-Évêchés, de la Lorraine, de la Bourgogne et de la Franche-Comté, pour former une fédération et pour la célébration de la Constitution, le 5 avril, sur la Plaine des bouchers à Strasbourg. Le 23 avril 1790, Le Barbier est président de cette même Société de correspondance nationale lorsque le général Lafayette accepte la réunion de la société de Strasbourg à celle de Paris.
Théodose Barbier de Tinan est ensuite président du directoire du district de Strasbourg.
Il est par ailleurs un dignitaire franc-maçon, « vénérable » de la loge « Iris » ; il est aussi Chancelier du directoire écossais de Bourgogne et Préfet de Strasbourg dans le système des chevaliers bienfaisants.
Il meurt le 18 juin 1791, à Strasbourg,. La Société des amis de la Constitution prend le deuil pour trois jours,.

### Famille
Théodose Barbier de Tinan épouse en 1765 Marie Françoise Xavière Noblat (1749-1821),, fille de François-Bernardin Noblat, commissaire du roi pour le règlement des frontières, seigneur de Sévenans, Morvillars et autres lieux, et de Appollonie de Schwilgué, et sœur du futur député puis émigré Pierre Noblat.
Il est le père de Jean-Marie Le Barbier de Tinan (1771-1831), intendant général.

## Œuvres
- (la) de Capitulatione Caesarea..., thèse, Strasbourg, Argentorati, 1755.
- (traducteur) Lettres de Mr Alexandre Volta... sur l'air inflammable des marais..., par Alessandro Volta, traduites de l'italien par Barbier de Tinan, Strasbourg, J.-H. Heitz, 1778, In-8°.
- (traducteur ; auteur des notes et compléments) Mémoires sur les conducteurs pour préserver les édifices de la foudre, par Joseph Toaldo, traduits de l'italien avec des notes et des additions par M. Barbier de Tinan, Strasbourg, Bauer et Treuttel, 1779. Dans les compléments qu'il apporte à cet ouvrage, Barbier de Tinan fait état des travaux de Benjamin Franklin.
- Mémoire sur la manière d'armer d'un conducteur la cathédrale de Strasbourg, Strasbourg, 1780, in-8°.
- (it) Nuove considerazioni sopra i conduttori (Nouvelles considérations sur les conducteurs), Venise, Storti, s.d. [v. 1780].
- Discours, lettres, adresses, cités dans Heitz, Les sociétés politiques de Strasbourg pendant les années 1790 à 1795, 1863.

## Sources bibliographiques
: document utilisé comme source pour la rédaction de cet article.
- Édouard Sitzmann, « Barbier (Le) de Tinan, Jean-Jacques-Théodore [sic] », dans Dictionnaire de biographie des hommes célèbres de l'Alsace : depuis les temps les plus reculés jusqu'à nos jours, t. 1, Rixheim, F. Sutter, 1909-1910 (lire en ligne), p. 88.
- François-Joseph Fuchs, « Barbier (Le) de Tinan, Jean Jacques François Théodose (1738-1791) », dans Nouveau dictionnaire de biographie alsacienne, vol. 2 : Baa à Bec, Fédération des Sociétés d'Histoire et d'Archéologie d'Alsace, 1983 (ISBN 2857590008 et 978-2857590002), p. 107 [lire en ligne].
- Frédéric-Charles Heitz, Les sociétés politiques de Strasbourg pendant les années 1790 à 1795, Strasbourg, F.-C. Heitz, 1863.
- Pierre Brunet, « Les origines du paratonnerre », Revue d'histoire des sciences et de leurs applications, vol. 1948 tome 1, no 3,‎ 1948, p. 213-253 (lire en ligne) ; sur Barbier de Tinan, voir p. 240-243.
- Paul-Albert, Papiers et souvenirs de la famille Le Barbier de Tinan, Tours, P. Salmon, s.d. (1908).